# Lán

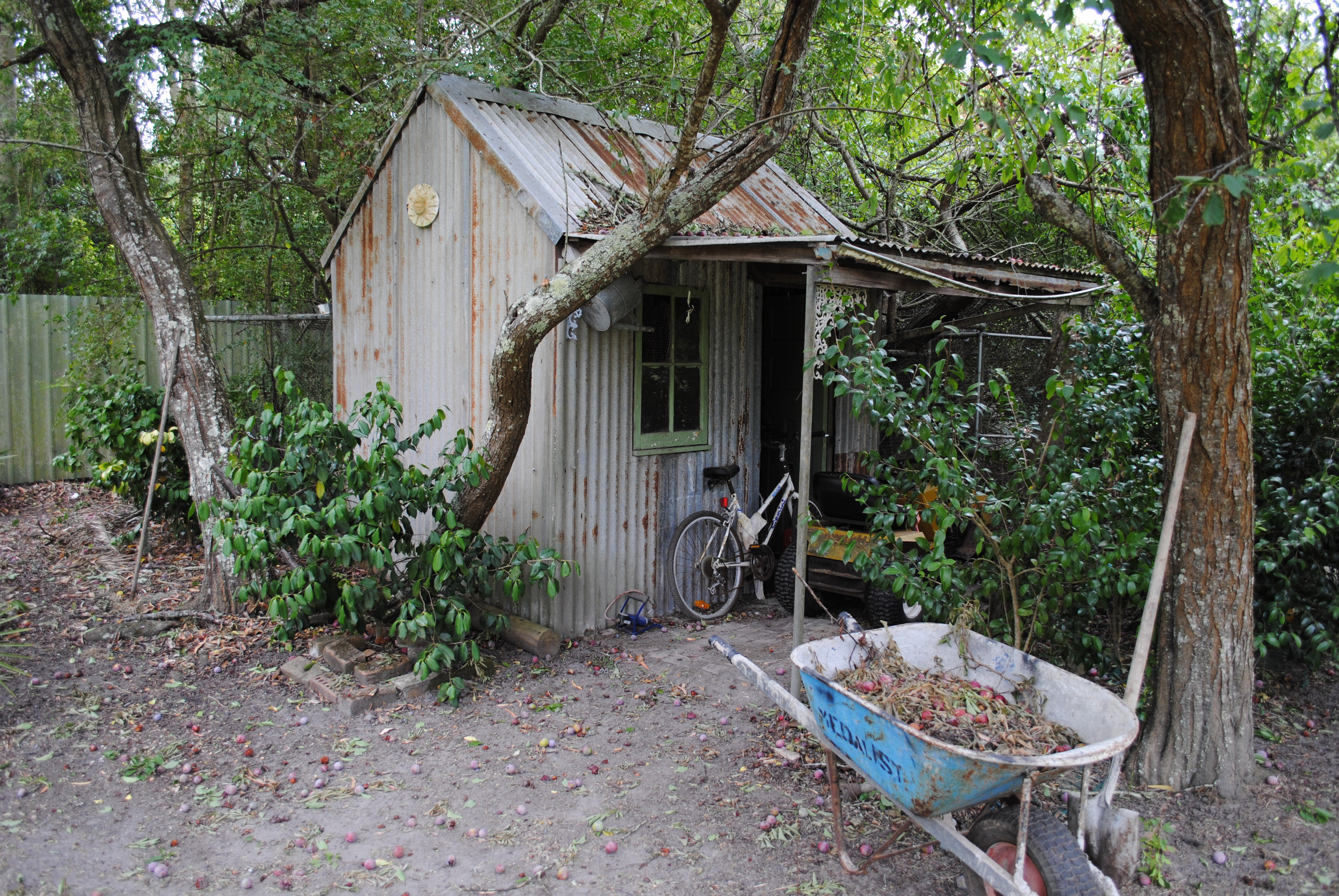
Một cái lán

Lán hay lán trại, lều lán là một cấu trúc xây dựng đơn giản, thường làm từ tre, nứa, gỗ hoặc các vật liệu nhân tạo, vật liệu bán xây dựng khác và thường được bố trí trong một khuôn viên nhất định (thường là trong sân vườn, vườn, trang trại...) và thường sử dụng với chức năng như một nhà kho để tích trữ, lưu trữ hoặc thực hiện các công việc khác. Lán đôi khi cũng dùng là chỗ trú ẩn tạm thời ví dụ như những lán chứa gỗ làm bằng tre, nứa ở trong rừng, hay các lán trại cho các công nhân, phu khai thác nghỉ ngơi ở các mỏ vàng.... Lán có hình thức đa dạng có thể là một ngôi nhà nhỏ kín, có cửa sổ hay chỉ là những lều trại được che chắn, để chứa đồ đạc. lán được sử dụng trong các trang trại hoặc trong ngành công nghiệp có thể là những cái lán có diện tích lớn. Ở Việt Nam, ở một số vùng miền ở miền Trung, lán còn được sử dụng để làm nơi trú ẩn tạm thời, chống lũ lụt.